# Liste der Monuments historiques in Taulé
Die Liste der Monuments historiques in Taulé führt die Monuments historiques in der französischen Gemeinde Taulé auf.

## Liste der Bauwerke
| Bezeichnung                      | Beschreibung | Standort                  | Kennzeichnung | Schutzstatus | Datum | Bild           |
| -------------------------------- | ------------ | ------------------------- | ------------- | ------------ | ----- | -------------- |
| Glockenturm der Kirche St-Pierre |              | Place de la Mairie (Lage) | PA00090454    | Classé       | 1914  | weitere Bilder |
| Jardin de Coat-Ilès              |              | (Lage)                    | PA00090483    | Inscrit      | 1990  |                |

## Liste der Objekte
- Monuments historiques (Objekte) in Taulé in der Base Palissy des französischen Kultusministeriums